# 裂叶囊瓣芹
裂叶囊瓣芹（学名：Pternopetalum molle var. dissectum）是伞形科囊瓣芹属洱源囊瓣芹的变种。分布在中国大陆的四川、云南等地，生长于海拔1,400米至3,200米的地区，见于山坡沟边杂木林中，目前尚未由人工引种栽培。